# 50 km di Romagna

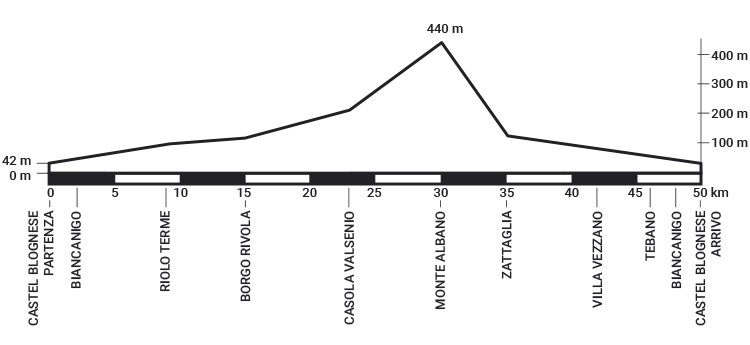
Altimetria della 50 km di Romagna

La 50 km di Romagna è una classica ultramaratona italiana che si svolge il 25 aprile di ogni anno. Fondata nel 1982 come Grande Maratona del Senio (km 46), nel 1983 prende l'attuale denominazione ed è una delle ultramaratone più vecchie d'Italia; il percorso è stato ufficialmente omologato per i 50 km nel 2006.
La gara è organizzata dalla Podistica AVIS di Castel Bolognese, affiliata alla UISP, e vanta fra i vincitori podisti che hanno fatto la storia di questa specialità. Il risultato ottenuto dai concorrenti nella gara, insieme a quelli della 100 km del Passatore e della Pistoia-Abetone, concorre alla formazione della classifica del Challenge Romagna/Toscana.

## Percorso

La rocca di Riolo Terme, nei pressi della quale transita la gara.

La partenza e l'arrivo sono situati a Castel Bolognese (provincia di Ravenna). La gara parte da piazza Bernardi seguendo poi la valle del Senio e toccando Riolo Terme, Borgo Rivola e Casola Valsenio. Si sale poi a Montalbano, posto all'incirca a metà percorso. Segue la discesa su Zattaglia (frazione di Brisighella) e il ritorno per la valle del torrente Sintria, transitando per i centri di Villa Vezzano e di Tebano e raggiungendo infine il traguardo di piazza Bernardi.
Il dislivello positivo totale è di 670 m.
Del lungo percorso la sezione considerata tecnicamente più difficile dai runners è quella tra Casola Valsenio e Zattaglia, dove a 5 km di salita costante per raggiungere il traguardo volante di Montalbano seguono 4 km di discesa che mettono a dura prova la tenuta muscolare degli atleti.
La gara prevede lungo il percorso anche 4 traguardi volanti: a Riolo Terme (9º km), a Casola Valsenio (20º km), a Montalbano (26º km) e a Villa Vezzano (37º km).
Giorgio Calcaterra, tre volte campione del mondo della 100 km e 12 volte vincitore della 100 km del Passatore ha definito la 50 km di Romagna "una gara-test particolarmente adatta per chi deve affrontare la 100 km del Passatore".

## Albo d'oro 1982-2005
Su percorso non omologato FIDAL e World Athletic 
| Anno | Gara maschile       | Gara maschile | Gara maschile | Gara femminile         | Gara femminile | Gara femminile |
| Anno | Vincitore           | Nazione       | Tempo         | Vincitrice             | Nazione        | Tempo          |
| ---- | ------------------- | ------------- | ------------- | ---------------------- | -------------- | -------------- |
| 1982 | Loris Viroli        | Italia        | 3h05'01"      | Giuseppina Randi       | Italia         | 3h55'56"       |
| 1983 | Vito Melito         | Italia        | 2h56'09"      | Anna Zacchi            | Italia         | 3h59'21"       |
| 1984 | Loris Viroli        | Italia        | 2h57'47"      | Anna Zacchi            | Italia         | 3h55'15"       |
| 1985 | Rossano Galli       | Italia        | 2h51'15"      | Romana Colzi           | Italia         | 3h53'37"       |
| 1986 | Tazio Tamburini     | Italia        | 2h54'26"      | Lucia Soranzo          | Italia         | 3h28'17"       |
| 1987 | Giorgio Pigoni      | Italia        | 2h55'46"      | Daniela Pavarini       | Italia         | 3h45'14"       |
| 1988 | Giovanni Lorenzini  | Italia        | 2h48'32"      | Francesca Berveglieri  | Italia         | 4h27'01"       |
| 1989 | Normanno Di Gennaro | Italia        | 2h46'30"      | Daniela Pavarini       | Italia         | 3h41'09"       |
| 1990 | Giovanni Lorenzini  | Italia        | 2h55'58"      | Sandra Gatti           | Italia         | 3h53'27"       |
| 1991 | Giovanni Lorenzini  | Italia        | 2h51'11"      | Agnese Balelli         | Italia         | 3h50'55"       |
| 1992 | Giovanni Lorenzini  | Italia        | 3h00'17"      | Marijana Vidovic       | Slovenia       | 3h28'43"       |
| 1993 | Aleksandr Neuwirth  | Rep. Ceca     | 2h56'09"      | Marijana Vidovic       | Slovenia       | 3h26'21"       |
| 1994 | Filip Vaclav        | Rep. Ceca     | 2h53'55"      | Galina Troubitsina     | Russia         | 3h42'19"       |
| 1995 | Paolo Panzeri       | Italia        | 2h53'36"      | Agnese Balelli         | Italia         | 3h52'00"       |
| 1996 | Paolo Panzeri       | Italia        | 2h57'01"      | Loredana Monti         | Italia         | 3h56'19"       |
| 1997 | Giuseppe Gorini     | Italia        | 2h48'29"      | Giuseppina Fadigati    | Italia         | 3h41'27"       |
| 1998 | Giuseppe Gorini     | Italia        | 2h58'01"      | Maura Bulzoni          | Italia         | 3h44'58"       |
| 1999 | Giuseppe Gorini     | Italia        | 2h57'34"      | Maura Bulzoni          | Italia         | 3h51'21"       |
| 2000 | Giuseppe Gorini     | Italia        | 2h56'47"      | Katiuscia Nozza Bielli | Italia         | 3h43'41"       |
| 2001 | Endre Lacsfi        | Ungheria      | 2h52'31"      | Fiorella Stracco       | Italia         | 3h34'30"       |
| 2002 | Mario Fattore       | Italia        | 2h53'54"      | Fiorella Stracco       | Italia         | 3h39'36"       |
| 2003 | Thomas Chawawko     | Polonia       | 2h51'33"      | Monica Casiraghi       | Italia         | 3h28'27"       |
| 2004 | Mario Ardemagni     | Italia        | 2h46'26"      | Monica Casiraghi       | Italia         | 3h23'10"       |
| 2005 | Emanuele Zenucchi   | Italia        | 2h50'14"      | Monica Casiraghi       | Italia         | 3h40'18"       |

## Albo d'oro dal 2006
Dal 2006 percorso omologato con misurazione ufficiale FIDAL e World Athletic 
| Anno | Gara maschile                                    | Gara maschile                                    | Gara maschile                                    | Gara femminile                                   | Gara femminile                                   | Gara femminile                                   |
| Anno | Vincitore                                        | Nazione                                          | Tempo                                            | Vincitrice                                       | Nazione                                          | Tempo                                            |
| ---- | ------------------------------------------------ | ------------------------------------------------ | ------------------------------------------------ | ------------------------------------------------ | ------------------------------------------------ | ------------------------------------------------ |
| 2006 | Giorgio Calcaterra                               | Italia                                           | 2h59'49"                                         | Monica Carlin                                    | Italia                                           | 3h38'12"                                         |
| 2007 | Roberto Barbi                                    | Italia                                           | 2h53'40"                                         | Paola Sanna                                      | Italia                                           | 3h42'06"                                         |
| 2008 | Daniel Oralek                                    | Rep. Ceca                                        | 3h02'00"                                         | Marija Vrajic                                    | Croazia                                          | 3h39'51"                                         |
| 2009 | Emanuele Zenucchi                                | Italia                                           | 2h55'08"                                         | Monica Carlin                                    | Italia                                           | 3h31'41"                                         |
| 2010 | Philemon Metto Kipkering                         | Kenya                                            | 2h58'29"                                         | Paola Sanna                                      | Italia                                           | 3h42'06"                                         |
| 2011 | Philemon Metto Kipkering                         | Kenya                                            | 2h58'07"                                         | Monica Carlin                                    | Italia                                           | 3h29'38"                                         |
| 2012 | Mohamed Hajjy                                    | Marocco                                          | 2h57'20"                                         | Lara Mustat                                      | Italia                                           | 3h40'27"                                         |
| 2013 | Mohamed Hajjy                                    | Marocco                                          | 2h54'19"                                         | Alexsandra Fortin                                | Slovenia                                         | 3h38'03"                                         |
| 2014 | Mohamed Hajjy                                    | Marocco                                          | 2h57'42"                                         | Neza Mravlje                                     | Slovenia                                         | 3h30'29"                                         |
| 2015 | Mohamed Hajjy                                    | Marocco                                          | 2h55'34"                                         | Marija Vrajic                                    | Croazia                                          | 3h30'51"                                         |
| 2016 | Youssef Sbaai                                    | Marocco                                          | 2h51'12"                                         | Marija Vrajic                                    | Croazia                                          | 3h45'52"                                         |
| 2017 | Tariq Bamaarouf                                  | Marocco                                          | 2h54'21"                                         | Laura Gotti                                      | Italia                                           | 3h24'10"                                         |
| 2018 | Tariq Bamaarouf                                  | Marocco                                          | 2h55'57"                                         | Nikolina Sustic                                  | Croazia                                          | 3h31'35"                                         |
| 2019 | Tariq Bamaarouf                                  | Marocco                                          | 2h56'23"                                         | Federica Moroni                                  | Italia                                           | 3h34'57"                                         |
| 2020 | Non disputata a causa della pandemia di COVID-19 | Non disputata a causa della pandemia di COVID-19 | Non disputata a causa della pandemia di COVID-19 | Non disputata a causa della pandemia di COVID-19 | Non disputata a causa della pandemia di COVID-19 | Non disputata a causa della pandemia di COVID-19 |
| 2021 | Non disputata a causa della pandemia di COVID-19 | Non disputata a causa della pandemia di COVID-19 | Non disputata a causa della pandemia di COVID-19 | Non disputata a causa della pandemia di COVID-19 | Non disputata a causa della pandemia di COVID-19 | Non disputata a causa della pandemia di COVID-19 |
| 2022 | Jean Baptiste Simukeka                           | Ruanda                                           | 2h52'42"                                         | Petra Pastorova                                  | Rep. Ceca                                        | 3h28'01"                                         |
| 2023 | Murithi Peter Wahome                             | Kenya                                            | 2h49'24"                                         | Mai Fujisawa                                     | Giappone                                         | 3h22'37"                                         |
| 2024 | Chakib Lachgar                                   | Spagna                                           | 2h48'48"                                         | Noora Honkala                                    | Finlandia                                        | 3h23'43"                                         |
| 2025 | Njeri Simon Kamau                                | Kenya                                            | 2h49'55"                                         | Petra Pastorova                                  | Rep. Ceca                                        | 3h20'42"                                         |

## Migliori prestazioni
Vengono considerate le prestazioni dal 2006 sul percorso omologato 

### Maschili
|   | Atleta                 | Edizione | Tempo    |
| - | ---------------------- | -------- | -------- |
| 1 | Chakib Lachgar         | 2024     | 2h48'48" |
| 2 | Murithi Peter Wahome   | 2023     | 2h49'24" |
| 3 | Njeri Simon Kamau      | 2025     | 2h49'55" |
| 4 | Youssef Sbaai          | 2016     | 2h51'12" |
| 5 | Jean Baptiste Simukeka | 2022     | 2h52'42" |

### Femminili
|   | Atleta          | Edizione | Tempo    |
| - | --------------- | -------- | -------- |
| 1 | Petra Pastorova | 2025     | 3h20'42" |
| 2 | Mai Fujisawa    | 2023     | 3h22'37" |
| 3 | Noora Honkala   | 2024     | 3h23'43" |
| 4 | Laura Gotti     | 2017     | 3h24'10" |
| 5 | Petra Pastorova | 2022     | 3h28'01" |